# Lijst van rijksmonumenten in Zeerijp
De plaats Zeerijp telt 9 inschrijvingen in het rijksmonumentenregister. Hieronder een overzicht. 
| Object | Oorspronkelijke functie?  | Bouwjaar | Architect                      | Locatie          | Coördinaten?                  | Nr.?   | Afbeelding        |
| --- | ------------------------- | --- | ------------------------------ | ---------------- | ----------------------------- | ------ | ----------------- |
| De Leeuw | Industrie- en poldermolen | 1865 (herb. op huidige locatie) 1956 (rest.) 1977-'79 (rest.) | Koch (1865) Chr. Bremer (1956) | Borgweg 59       | 53° 20' 53" NB, 6° 45' 47" OL | 40305  | Meer afbeeldingen |
| Jacobuskerk | Kerk en kerkonderdeel     | midden 14e eeuw waarsch. 1400-1450 (toren) 1608 (herst. toren) 1664 (torenspits) 17e eeuw (uitbr. kerk) 1793-'95 (herst. kerk) 1834 (tentdak toren) 1962-'66 (rest.) | R. Offringa (1966)             | Borgweg 6        | 53° 20' 47" NB, 6° 45' 26" OL | 40306  | Meer afbeeldingen |
| Hervormde pastorie | Kerkelijke dienstwoning   | midden 19e eeuw |                                | Borgweg 10       | 53° 20' 47" NB, 6° 45' 27" OL | 40307  | Meer afbeeldingen |
| Doopsgezinde kosterij | Woonhuis                  | verm. 1800-1850 |                                | Borgweg 34-36    | 53° 20' 52" NB, 6° 45' 44" OL | 40308  | Meer afbeeldingen |
| Hoekpand met breed voorhuis onder een dak met de schuur en dwarsbouw onder zelfstandig zadeldak. Voormalige stelmakerij. | Woonhuis                  | verm. 1800-1850 |                                | Borgweg 38       | 53° 20' 52" NB, 6° 45' 44" OL | 40309  | Meer afbeeldingen |
| Boerderij met voorhuis onder hoog zadeldak tussen topgevels                                                              | Boerderij                 | mog. 18e eeuw (voorhuis) |                                | Garsthuizerweg 3 | 53° 21' 6" NB, 6° 44' 26" OL  | 40310  | Meer afbeeldingen |
| Molenhuis | Woonhuis                  | 1850-1875 |                                | Molenweg 4       | 53° 20' 54" NB, 6° 45' 47" OL | 40311  | Meer afbeeldingen |
| Haykensheerd | Boerderij                 | 1878 1930 (verb. voorhuis) 1939 (bijschuur) | B.K. Dertien (1930)            | Borgweg 2        | 53° 20' 46" NB, 6° 45' 21" OL | 517406 | Haykensheerd      |
| Duikerpaal (Dr.) | Verkeersobject            | 1880-1910 2010 (rest.) |                                | bij Molenweg 2   | 53° 20' 50" NB, 6° 45' 33" OL | 517411 | Duikerpaal (Dr.)  |